# Patricia Bordas
Pour les articles homonymes, voir Bordas.
Patricia Bordas, née Marie Patricia Bordas le 5 juin 1956, est une femme politique française, membre de La République en marche. Elle est sénatrice de la Corrèze en 2014 à la suite du décès de René Teulade.

## Biographie

### Carrière politique
Lors des élections municipales de 1995, Patricia Bordas est élue pour la première fois conseillère municipale de Brive-la-Gaillarde, elle est réélue en 2001.
Patricia Bordas se présente dans le canton de Brive-Nord-Est lors des cantonales de 2001 et de 2008, mais elle est battue à chaque scrutin par Claude Nougein,,.
En mars 2008, elle figure en 2e position sur la liste de Philippe Nauche, candidat PS à la mairie de Brive-la-Gaillarde ; et à la suite de la victoire de ce dernier, elle devient 1er adjointe au maire chargée de la coordination générale de l'action municipale et des adjoints, personnel et ressources humaines, police et tranquillité publique.
Après le vote des militants, le Conseil fédéral du PS la désigne le 30 juin 2008 comme suppléante de René Teulade pour les sénatoriales,.
En mars 2010, elle pilote la liste de gauche en Corrèze lors des régionales. Elle est élue et devient la 2e vice-présidente du conseil régional du Limousin, chargée de la coordination du pôle Aménagement.
Le 14 février 2014, Patricia Bordas devient sénatrice de la Corrèze à la suite du décès de René Teulade,,,,,.
Candidate à sa propre succession au Sénat le 28 septembre 2014, elle arrive en 4e position au premier tour et se désiste en faveur du deuxième candidat socialiste Bernard Combes qui est lui aussi battu au deuxième tour, face aux UMP Daniel Chasseing et Claude Nougein, lesquels reprennent à la gauche le fief électoral de François Hollande.
En septembre 2016, Patricia Bordas quitte le Parti socialiste, elle se dit : « en porte-à-faux avec la politique du PS, au niveau local et national ».
La 11 mai 2017, elle est investie par le mouvement La République en marche en vue de la campagne des législatives 2017 pour le siège de député de la deuxième circonscription de la Corrèze. Malgré le fait qu'elle soit en tête lors du premier tour, Patricia Bordas est battue au second tour ; elle obtient 49,97 % des voix contre 50,03 % pour la candidate LR, Frédérique Meunier.
En octobre 2017, elle est nommée référente de La République en marche du département de la Corrèze.
En juin 2019, Patricia Bordas est nommée membre de la commission d'investiture de La République en marche en vue de l’élection municipale de 2020. Le 26 novembre, elle annonce qu'elle ne sera pas candidate aux municipales.
Patricia Bordas annonce en août 2020 qu'elle renonce à ce présenter lors des sénatoriales de 2020 en Corrèze ; elle estime que le parti de La République en marche n'a pas vocation à « faire de la figuration » dans une élection perdue d'avance. Patricia Bordas soutient les deux sénateurs sortants Claude Nougein et Daniel Chasseing.
En avril 2021, elle est nommée par Geneviève Darrieussecq pour être la tête de liste en Corrèze de la liste de la majorité présidentielle lors des élections régionales de 2021 en Nouvelle-Aquitaine. Au premier tour, sa liste arrive en cinquième position avec 8 % des suffrages exprimés. Lors du second tour, Patricia Bordas et sa liste ne sont pas élues, elle arrive en cinquième position avec 7,3 % des voix.
Atteinte d'un cancer, elle quitte son poste de responsable départementale de La République en marche en juillet 2021. Elle garde toutefois des prérogatives à Paris. En effet, Patricia Bordas a été élue, le 21 juillet 2021, au bureau exécutif national de LREM sur la liste de Richard Ferrand. Vincent Rigau-Jourjon, élu de la commune de Tudeils et candidats aux dernières élections régionales auprès de Patricia Bordas, lui succède en tant que responsable par intérim du parti de La République en marche en Corrèze.

## Décorations et reconnaissances
- Chevalier de la Légion d'honneur (1er janvier 2020)[1]
- Chevalier de l'ordre national du Mérite (20 novembre 2015)[2]